# كارلوس بيانكي
كارلوس بيانكي (بالإسبانية: Carlos Bianchi)‏ (من مواليد 26 أبريل 1949، بمدينة بوينس آيرس في الأرجنتين) هو لاعب كرة قدم أرجنتيني سابق، و مدرب كرة قدم حالي. خلال مسيرته كمهاجم كرة قدم؛ حصل على لقب هداف الدوري الفرنسي الدرجة الأولى 5 مرات و 3 مرات كهداف لدوري الدرجة الأولى الأرجنتيني.
أما على الصعيد التدربي، فيٌعْتَبَر بيانكي من أنجح المدربين الذي دربوا كل من نادي فيليز سارسفيلد و نادي بوكا جونيورز الأرجنتينيين. حيث استطاع الفوز بلقب كأس إنتركونتيننتال 3 مرات، مرة مع نادي فيليز سارسفيلد ومرتين نادي بوكا جونيورز محققاً رقماً قياسياً شخصياً بصفته أكثر من فاز باللقب. وهو أيضاً المدرب الرحيد الذي فاز بلقب كأس ليبرتادوريس 4 مرات. شغل مؤخراً منصب المدير الفني لنادي بوكا جونيورز.

## مسيرته الكروية
لعب كارلوس بيانكي خلال مسيرته الاحترافية مع 4 أندية في عشرون موسمًا وسجل خلالها 393 هدف ضمن 562 مباراة. ولم يفز بأي موسم بالكأس وفاز في موسم واحد بالدوري.
خاض كارلوس بيانكي مسيرته مع نادي فيليز سارسفيلد في موسم 1967 في المرة الأولى ليلعب معه سبعة مواسم ثم في موسم 1980 ليلعب معه خمسة مواسم، مشاركًا طوالها في 324 مباراة سجل خلالها 206 هدف. ثم انتقل إلى نادي ستاد ريمس في موسم 1973–74 في المرة الأولى ليلعب معه أربعة مواسم ثم في موسم 1984–85 لمدة موسم واحد، حيث شارك طوالها في 142 مباراة سجل خلالها 115 هدف. لينتقل بعدها إلى نادي باريس سان جيرمان في موسم 1977–78 ولمدة موسمين، مشاركًا في 74 مباراة سجل خلالها 64 هدفًا. ثم انتقل إلى نادي ستراسبورغ في موسم 1979–80 لمدة موسم واحد، مشاركًا في 22 مباراة سجل خلالها 8 أهداف.

## روابط خارجية
- كارلوس بيانكي على موقع قاعدة بيانات كرة القدم.إي يو (الإنجليزية)
- كارلوس بيانكي على موقع بيانات كرة القدم. دي إي (الألمانية)
- كارلوس بيانكي على موقع ناشيونال فوتبول تيمز (الإنجليزية)
- كارلوس بيانكي على موقع عالم كرة القدم.نت (الإنجليزية)